# Liste der Straßennamen in Lissabon/Madalena
Die Liste der Straßennamen in Lissabon/Madalena listet Namen von Straßen und Plätzen der ehemaligen Freguesia Madalena der portugiesischen Hauptstadt Lissabon auf und führt dabei auch die Bedeutungen und Umstände der Namensgebung an. Aktuell gültige Straßenbezeichnungen sind in Normalschrift angegeben, nach Umbenennung oder Überbauung nicht mehr gültige Bezeichnungen in Kursivschrift.

## Straßen in alphabetischer Reihenfolge
- Avenida Infante Dom Henrique
1948 benannt nach dem Infanten Heinrich dem Seefahrer (1394–1460)
- Calçada do Correio Velho
seit dem 18. Jahrhundert benannt nach der Poststation der Familie Gomes da Mata, der Zusatz velho kam nach der Verlagerung der Station hinzu
- Largo Adelino Amaro da Costa
1982 benannt nach dem tödlich verunglückten Verteidigungsminister Adelino Amaro da Costa (1943–1980)
- Largo da Madalena
althergebrachter Name nach der Pfarrkirche Igreja de Santa Maria Madalena
- Praça do Comércio (Terreiro do Paço)
der nach dem Erdbeben von 1755 neu angelegte Platz erhielt seinen Namen auf Geheiß von Sebastião José de Carvalho e Melo, Marquês de Pombal, der damit den Händlern der Stadt für ihren finanziellen Beitrag zum Wiederaufbau dankte
- Rua da Alfândega
1859 benannt nach dem an der Straße gelegenen Zollgebäude
- Rua da Conceição
- Rua da Madalena
althergebrachter Name nach der Pfarrkirche Igreja de Santa Maria Madalena
- Rua da Padaria
seit dem 14. oder 15. Jahrhundert benannt nach einer Bäckerei, die sich offenbar an der nördlichen Ecke der Straße befand
- Rua da Prata
nach der Revolution von 1910 umbenannt von Rua Bela da Rainha, um die Abkehr von der Monarchie zu bekräftigen
- Rua das Pedras Negras
althergebrachter Name
- Rua de Santa Justa
- Rua de Santo António da Sé
- Rua de São Julião
- Rua de São Mamede
althergebrachter Name nach der ehemaligen Pfarrkirche Igreja de São Mamede, die sich an dieser Stelle befand
- Rua do Comércio
nach der Revolution von 1910 umbenannt von Rua de El-Rei, um die Abkehr von der Monarchie zu bekräftigen
- Rua dos Arameiros
benannt nach den hier angesiedelten Drahthändlern
- Rua dos Bacalhoeiros
benannt nach den hier angesiedelten Fischhändlern
- Rua dos Fanqueiros
benannt nach den hier angesiedelten Stoffhändlern
- Rua Instituto Virgílio Machado
1903 benannt nach dem an der Straße liegenden Instituto Virgílio Machado
- Travessa das Pedras Negras
althergebrachter Name
- Travessa do Almada
benannt nach João Manuel de Almada e Melo, Visconde de Vila Nova de Souto de El-Rei, der in der Nähe ein Haus besaß